# USS 아이오와 (BB-61)
USS 아이오와 (BB-61)는 퇴역한 전함으로, 아이오와급 전함에서 1번함으로 사용되었으며, 미국 해군에서는 아이오와주에서 이름을 따서 명명된 네 번째 전함이다. 몬태나급 전함의 건조가 취소됨으로 인해 미국의 모든 급 전함 중 마지막으로 사용된 1번함이며, 동형함들과 함께 제2차 세계 대전 동안 사용되었다.